# Ionela-Cristina Breahnă-Pravăț
Ionela-Cristina Breahnă-Pravăț (n. 18 decembrie 1982, Valea Seacă, România) este un senator român, ales în 2020 din partea PSD. 